# 拉乌达热·土丹旦达
拉乌达热·土丹旦达（藏語：ལྷའུ་རྟ་རྭ་ཐུབ་བསྟན་བསྟན་དར།，威利转写：lha'u rta rwa thub bstan bstan dar，藏语拼音：Lhaudara Tubdain Daindar，1908年—1985年6月），男，藏族，西藏拉萨人，中国政治人物，“十七条协议”的签字人之一。

## 生平
1908年生于拉萨。1917年进入私塾读书。
1921年过继到拉乌达热家为养子，并成为噶厦的孜仲（僧官）。1932年担任匝聂（七品草料官）。1934年，平息波密之乱后，他以五品官衔赴波堆宗任职4年。1938年，担任噶厦负责招待工作的“增准”一职，为“西藏民众大会”代表、驻西宁办事处处长等。1941年至1944年间，承担了“巴希列空”管理员、“江思霞”建筑工程负责人、“朗希列空”管理员等低衔职位。1946年，他被任命为“绛曲基巧”（四品藏北总管）。
1951年，他作为甘丹頗章政權代表赴北京参加了与中国中央人民政府的谈判，他是“译仓”（管理僧官的最高机构）提出的僧官代表。1952年，拉乌达热与西藏著名学者江洛金·索朗杰布、擦珠·阿旺洛桑等一起当选为拉萨小学董事，参与学校管理事务。1956年，担任西藏自治区筹备委员会民政科长、拉萨中学副校长等职。
1965年，为西藏自治区政协委员。1977年起担任自治区政协常委。1978年起，担任第五、六届全国政协委员。1979年起，担任西藏自治区第三、四届政协副主席兼归国藏胞接待委员会副主任。1981年兼西藏自治区宗教事务局局长。1985年6月病逝于拉萨。